# Polikineta
Polikineta – trórzędowy wieniec rzęsek otaczający pole przygębowe lub perystom u orzęsków.